# Cosmosoma flavicornis
Cosmosoma flavicornis là một loài bướm đêm thuộc phân họ Arctiinae, họ Erebidae.